# Ceteris paribus
Ceteris paribus là nguyên tắc kinh tế học giả định rằng mọi biến số không tham gia vào một mô hình kinh tế có giá trị không đổi.
Các giá trị không đổi thì không nhất thiết là các biến cố định không đổi hoàn toàn, nó biến động theo thời gian, hoàn cảnh nhưng không có tác động quá lớn đến việc xác định mô hình kinh tế.
ví dụ
·       Sở thích và thị hiếu
·       Giá cả hàng hoá liên quan
·       Thu nhập
·       Số lượng người mua
·       Kỳ vọng về giá cả và thu nhập
Tham khảo
1. ↑  http://www.auburn.edu/%7Ejohnspm/gloss/ceteris_paribus